# Apuntes para una película de atracos
Apuntes para una película de atracos (2018) es una película documental dirigida por León Siminiani, y narra las peripecias de un atracador en primera persona.

## Desarrollo
Mediante un juego de espejos, Elías, un director de cine, sueña con realizar una película sobre un atraco. Para ello contacta con un auténtico delincuente, el «Robin Hood de Vallecas» quien está cumpliendo condena en la cárcel. Tras recibir respuesta a su carta, Elías le visitará en la cárcel para entrevistarle. Se trata de la «construcción» de la ficción y de la propia película y cómo va siendo armada por su director a medida que avanza en el conocimiento de su entrevistado.
El diario de rodaje es la película, una suerte de autobiografía filmada, siguiendo las pautas de Ross Mc Elwee, Avi Mograbi o Alan Berliner, como si se tratara de un autorretrato.

## Premios y nominaciones
- 2019: Premios Feroz: Mejor Documental
- 2019: Premios Goya: Nominada a Mejor Documental
- 2019: Premios Forqué: Nominada a Mejor Largometraje Documental
- 2019: Medallas CEC: Nominada a Mejor Largometraje Documental

## Localizaciones
La película documental sitúa en el mapa dos atracos: uno en el distrito de Usera. La oficina bancaria atracada en 2013, se sitúa enfrente de otra oficina bancaria, utilizada para el rodaje de la película "Atraco a las tres", del año 1962. Ambas coinciden en compartir la misma calle Pilarica, números 25 y 18.
- Datos: Q61731409